# 头花杜鹃
头花杜鹃（学名：Rhododendron capitatum），为杜鹃花科杜鹃花属下的一个植物种。种名capitatum意为头状的。